# پترا پودووا
پترا پودووا (چکی: Petra Pudová؛ زادهٔ ۱۹ آوریل ۱۹۸۷) یک موسیقی‌دان، خواننده، مدل و هنرپیشه اهل جمهوری چک است.
از فیلم‌ها یا مجموعه‌های تلویزیونی که وی در آن‌ها نقش داشته‌است می‌توان به «متخصصان» (۲۰۰۶) اشاره نمود.